# Európai Filmdíjak 2018
A 31. Európai Filmdíj-átadó ünnepséget (31st European Film Awards) 2018. december 15-én rendezték meg a sevillai Maestranza Színházban. Az eseményen a 2017. június 1. és 2018. május 31. között hivatalosan bemutatott és az Európai Filmakadémia több mint 3300 tagjának szavazata alapján legjobbnak ítélt európai filmalkotásokat részesítették elismerésben. Európa sokszínűségének felmutatása végett ez évben nem egy házigazdája volt a gálának, hanem hat színészből álló csapat, hat országból: Rossy de Palma (Spanyolország), Ashraf Barhom (Izrael), Amira Casar (Franciaország), Anamaria Marinca (Románia), Ivan Svedov (Oroszország) és Tom Wlaschiha (Németország).
A díjra jelöltek listáját 2018. november 10-én hozzák nyilvánosságra a Sevillai Európai Filmfesztiválon. A legjobb európai rövidfilm kategóriába az egyes jelölő filmfesztiválok időrendjében érkeznek be a kisfilmek adatai.
A korábbi évekhez képest eggyel növelték a kiosztható díjak számát: a legjobb európai trükkmester elnevezéssel egy önálló alkotói díjjal értékelték a legjobb vizuális effektek tervezőit. Ennek megfelelően 2018-ban 23 kategóriákban osztottak ki díjat:
- 10 a tagok szavazataival megválasztandó művészi kategóriában;
- 8 zsűri által eldöntendő technikai kategóriában;[8]
- 3 különdíj kategóriában;
- 2 közönségdíj kategóriában.

Az EFA 2018. augusztus 21-én nyilvánosságra hozott 49 nagyjátékfilmes válogatáslistáján Szilágyi Zsófia Egy nap című filmdrámája képviselte a magyar filmművészetet. Az egy háromgyermekes nő egy zsúfolt napját bemutató, a 71. cannes-i fesztivál Kritikusok Hete szekciójában FIPRESCI-díjat nyert alkotást a legjobb felfedezett kategóriában jelölték európai filmdíjra.
A legjobb európai dokumentumfilm kategóriában jelölték díjra Tuza-Ritter Bernadett magyar-német koprodukcióban készített Egy nő fogságban című egész estés dokumentumfilmjét, amely egy Magyarországon rabszolgasorban tartott 52 éves nő, Maris helyzetét ábrázolja, aki tíz éven át szolgált fizetés nélkül egy magyar családot.
A díjátadó műsort andalúz művészek élőzenés előadása gazdagította Andrés Marín sevillai koreográfus és táncos, valamint Rocío Marques flamencoénekes vezetésével. A 22 díjkategória győzteseinek bejelentését és a díjak átadását a következő művészek végezték: Viktória Abril (Spanyolország), Hanna Alström (Svédország), Borbély Alexandra (Szlovákia / Magyarország), Anna Geislerová (Csehország), Vicky Krieps (Luxemburg) és Emmanuelle Seigner (Franciaország), valamint Carlos Areces (Spanyolország) és férfi kollégáik, Chiwetel Ejiofor (Egyesült Királyság), Alexander Fehling (Németország) és Nahuel Pérez Biscayart (francia származású argentin), továbbá a legendás ír filmes Jim Sheridan és Wim Wenders, az Európai Filmakadémia elnöke.
A 31. európai filmgála abszolút nyertese a lengyel Paweł Pawlikowski Oscar-díjra nevezett Hidegháború című fekete-fehérben forgatott, a rendező saját és szülei életére is reflektáló filmdrámája lett. Az alkotás az 1950-es években játszódik és két fiatal művész évtizedeken és országokon átívelő szerelmi történetét meséli el, akiket szétválaszt a férfi disszidálása. A film öt kategóriában győztes legjobb európai film lett, maga mögé utasítva az olasz Matteo Garrone thrillerét, a Dogman – Kutyák királyát. A díjátadó gálán a legjobb európai színésznek járó díjat az előző évben díjazott Borbély Alexandra adta át.
7. alkalommal tartották meg a Fiatal Közönség Filmnapját 2018. május 6-án. Az egész napos filmnézéssel és szavazással töltött rendezvényen 36 ország – köztük hazánk – 45 helyszínén 12-15 éves nézők választották ki a legjobbnak tartott filmet a korosztályuknak készült és egy szakmai zsűri által kiválasztott 3 alkotás közül. A mintegy 40 magyar fiatal részére a Tabán moziban szervezték meg az egész napos filmnézést és a szavazást. Az egyes vetítések között a fiatalok Lévai Balázs producerrel és Lakos Nóra filmrendezővel vitathatták meg a látottakat. A nyertes, illetve a jelölt filmeket az Európai Filmakadémia május 7-től VoD platformon mindenki számára elérhetővé tette.

## Válogatás
1. 3 Tage in Quiberon – rendező: Emily Atef
2. A bűnös (Den Skyldige) – rendező: Gustav Möller
3. A fa alatt (Undir trénu) – rendező: Hafsteinn Gunnar Sigurðsson
4. A férfiak nem sírnak (Muškarci ne plaču) – rendező: Alen Drljević
5. A ház, amit Jack épített (The House That Jack Built) – rendező: Lars von Trier
6. A szent és a farkas (Lazzaro felice) – rendező: Alice Rohrwacher
7. A vadkörtefa (Ahlat Ağaci) – rendező: Nuri Bilge Ceylan
8. Ága – rendező: Milko Lazarov
9. Arc (Twarz) – rendező: Małgorzata Szumowska
10. Ayka (Айка) – rendező: Szergej Dvorcevoj
11. Beast – rendező: Michael Pearce
12. Borg/McEnroe (Borg McEnroe) – rendező: Janus Metz
13. Carmen és Lola (Carmen y Lola) – rendező: Arantxa Echevarría
14. Cobain – rendező: Nanouk Leopold
15. Dene wos guet geit – rendező: Cyril Schäublin
16. Der Hauptmann – rendező: Robert Schwentke
17. Diamantino – rendező: Gabriel Abrantes és Daniel Schmidt
18. Dogman – Kutyák királya – rendező: Matteo Garrone
19. Donyeci történetek (Donbass) – rendező: Szergej Loznica
20. Dovlatov (Довлатов) – rendező: Alekszej Alekszejevics German
21. Egy nap – rendező: Szilágyi Zsófia
22. Foxtrott (Foxtrot) – rendező: Samuel Maoz
23. Fuga – rendező: Agnieszka Smoczyńska
24. Ga'agua – rendező: Savi Gabizon
25. Handia – rendező: Aitor Arregi és Jon Garaño
26. Határeset (Gräns) – rendező: Ali Abbasi
27. Hidegháború (Zimna wojna) – rendező: Paweł Pawlikowski
28. Hva vil folk si – rendező: Iram Haq
29. Izlandi amazon (Kona fer í stríð) – rendező: Benedikt Erlingsson
30. La villa – rendező: Robert Guédiguian
31. Lány (Girl) – rendező: Lukas Dhont
32. Láthatás (Jusqu'à la garde) – rendező: Xavier Legrand
33. Mademoiselle Paradis (Licht) – rendező: Barbara Albert
34. Michael Inside – rendező: Frank Berry
35. Milada – rendező: David Mrnka
36. Nar Baği – rendező: Ilgar Najaf
37. Ne érints meg! (Nu mă atinge-mă) – rendező: Adina Pintilie
38. Nyár (Лето) – rendező: Kirill Szerebrennyikov
39. Ondes de choc: Journal de ma tête – rendező: Ursula Meier
40. Paddington 2. (Paddington 2) – rendező: Paul King(wd)
41. Petra – rendező: Jaime Rosales
42. Pity – rendező: Babis Makridis
43. Pororoca – rendező: Constantin Popescu
44. Sashishi deda – rendező: Ana Urushadze
45. Styx – Hamis szelek (Styx) – rendező: Wolfgang Fischer
46. Szívritmuszavarok (Аритмия) – rendező: Borisz Igorevics Hlebnikov
47. Tranzit (Transit) – rendező: Christian Petzold(wd)
48. Utoya, július 22. (Utøya 22. Juli) – rendező: Erik Poppe
49. Vojna anni (Война Анны) – rendező: Alekszej Fedorcsenko

## Díjazottak és jelöltek
| „Díjazott” – szürkéskék háttérrel   |
| „Jelölt” – világos szürke háttérrel |

### Legjobb európai film
| Magyar címe             | Eredeti címe            | Rendező           | Ország                                             |
| ----------------------- | ----------------------- | ----------------- | -------------------------------------------------- |
| Hidegháború             | Zimna wojna             | Paweł Pawlikowski | Lengyelország · Egyesült Királyság · Franciaország |
| Dogman – Kutyák királya | Dogman – Kutyák királya | Matteo Garrone    | Olaszország · Franciaország                        |
| Határeset               | Gräns                   | Ali Abbasi        | Svédország · Dánia                                 |
| Lány                    | Girl                    | Lukas Dhont       | Belgium · Hollandia                                |
| A szent és a farkas     | Lazzaro felice          | Alice Rohrwacher  | Olaszország · Franciaország · Németország · Svájc  |

### Legjobb európai komédia
| Magyar címe        | Eredeti címe       | Rendező                            | Ország                                       |
| ------------------ | ------------------ | ---------------------------------- | -------------------------------------------- |
| Sztálin halála     | La mort de Staline | Armando Iannucci                   | Franciaország · Egyesült Királyság · Belgium |
| –––                | Diamantino         | Gabriel Abrantes és Daniel Schmidt | Portugália · Franciaország · Brazília        |
| Eszeveszett esküvő | Le sens de la fête | Olivier Nakache és Éric Toledano   | Franciaország                                |

### Legjobb európai felfedezett
| Magyar címe    | Eredeti címe       | Rendező         | Ország                                                        |
| -------------- | ------------------ | --------------- | ------------------------------------------------------------- |
| Lány           | Girl               | Lukas Dhont     | Belgium · Hollandia                                           |
| A bűnös        | Den Skyldige       | Gustav Möller   | Dánia                                                         |
| –––            | Dene wos guet geit | Cyril Schäublin | Svájc                                                         |
| Egy nap        | Egy nap            | Szilágyi Zsófia | Magyarország                                                  |
| Ne érints meg! | Nu mă atinge-mă    | Adina Pintilie  | Románia · Németország · Csehország · Bulgária · Franciaország |
| –––            | Sashishi deda      | Ana Urushadze   | Grúzia · Észtország                                           |

### Legjobb európai dokumentumfilm
| Magyar címe      | Eredeti címe                | Rendező                          | Ország                                        |
| ---------------- | --------------------------- | -------------------------------- | --------------------------------------------- |
| Bergman 100      | Bergman - ett år, ett liv   | Jane Magnusson                   | Svédország · Egyesült Királyság · Németország |
| Egy nő fogságban | Egy nő fogságban            | Tuza-Ritter Bernadett            | Magyarország · Németország                    |
| Mások csendje    | The Silence of Others       | Robert Bahar, Almudena Carracedo | Spanyolország · Amerikai Egyesült Államok     |
| –––              | Of Fathers and Sons         | Talal Derki                      | Németország · Libanon · Katar · Szíria        |
| –––              | The Distant Barking of Dogs | Simon Lereng Wilmont             | Dánia                                         |

### Legjobb európai animációs játékfilm
| Magyar címe                    | Eredeti címe        | Rendező                           | Ország                                                               |
| ------------------------------ | ------------------- | --------------------------------- | -------------------------------------------------------------------- |
| Még egy nap élet               | Another Day of Life | Damian Nenow és Raúl de la Fuente | Lengyelország · Spanyolország · Belgium · Németország · Magyarország |
| A kenyérkereső                 | The Breadwinner     | Nora Twomey                       | Írország · Kanada · Luxemburg                                        |
| Fehér Agyar                    | Croc-Blanc          | Alexandre Espigares               | Franciaország · Luxemburg                                            |
| Ősember – Kicsi az ős, de hős! | Early Man           | Nick Park                         | Egyesült Királyság                                                   |

### Legjobb európai rendező
| Nyertesek és jelöltek | Magyar címe             | Eredeti címe            |
| --------------------- | ----------------------- | ----------------------- |
| Paweł Pawlikowski     | Hidegháború             | Zimna wojna             |
| / Ali Abbasi          | Határeset               | Gräns                   |
| Matteo Garrone        | Dogman – Kutyák királya | Dogman – Kutyák királya |
| Samuel Maoz           | Foxtrott                | Foxtrot                 |
| Alice Rohrwacher      | A szent és a farkas     | Lazzaro felice          |

### Legjobb európai színésznő
| Nyertesek és jelöltek    | Magyar címe         | Eredeti címe       |
| ------------------------ | ------------------- | ------------------ |
| Joanna Kulig             | Hidegháború         | Zimna wojna        |
| Marie Bäumer             | –––                 | 3 Tage in Quiberon |
| Halldóra Geirharðsdóttir | Izlandi amazon      | Kona fer í stríð   |
| Bárbara Lennie           | –––                 | Petra              |
| Eva Melander             | Határeset           | Gräns              |
| Alba Rohrwacher          | A szent és a farkas | Lazzaro felice     |

### Legjobb európai színész
| Nyertesek és jelöltek | Magyar címe             | Eredeti címe            |
| --------------------- | ----------------------- | ----------------------- |
| Marcello Fonte        | Dogman – Kutyák királya | Dogman – Kutyák királya |
| Jakob Cedergren       | A bűnös                 | Den Skyldige            |
| Rupert Everett        | –––                     | The Happy Prince        |
| Sverrir Gudnason      | Borg/Mcenroe            | Borg McEnroe            |
| Tomasz Kot            | Hidegháború             | Zimna wojna             |
| Victor Polster        | Lány                    | Girl                    |

### Legjobb forgatókönyvíró
| Nyertesek és jelöltek                             | Magyar címe             | Eredeti címe            |
| ------------------------------------------------- | ----------------------- | ----------------------- |
| Paweł Pawlikowski                                 | Hidegháború             | Zimna wojna             |
| / Ali Abbasi Isabella Eklöf John Ajvide Lindqvist | Határeset               | Gräns                   |
| Matteo Garrone Ugo Chiti Massimo Gaudioso         | Dogman – Kutyák királya | Dogman – Kutyák királya |
| Gustav Möller Emil Nygaard Albertsen              | A bűnös                 | Den Skyldige            |
| Alice Rohrwacher                                  | A szent és a farkas     | Lazzaro felice          |

### Legjobb európai operatőr
| Díjazott         | Magyar címe       | Eredeti címe   |
| ---------------- | ----------------- | -------------- |
| Martin Otterbeck | Utoya, július 22. | Utøya 22. Juli |

### Legjobb európai vágó
| Díjazott          | Magyar címe | Eredeti címe |
| ----------------- | ----------- | ------------ |
| Jarosław Kamiński | Hidegháború | Zimna wojna  |

### Legjobb európai látványtervező
| Díjazott         | Magyar címe | Eredeti címe |
| ---------------- | ----------- | ------------ |
| Andrej Ponkratov | Nyár        | Leto (Лето)  |

### Legjobb európai jelmeztervező
| Díjazott                | Magyar címe             | Eredeti címe            |
| ----------------------- | ----------------------- | ----------------------- |
| Massimo Cantini Parrini | Dogman – Kutyák királya | Dogman – Kutyák királya |

### Legjobb európai fodrász- és sminkmester
| Díjazott                                      | Magyar címe             | Eredeti címe            |
| --------------------------------------------- | ----------------------- | ----------------------- |
| Dalia Colli Lorenzo Tamburini Daniela Tartari | Dogman – Kutyák királya | Dogman – Kutyák királya |

### Legjobb európai zeneszerző
| Díjazott                     | Magyar címe | Eredeti címe       |
| ---------------------------- | ----------- | ------------------ |
| Christoph Kaiser Julian Maas | –––         | 3 Tage in Quiberon |

### Legjobb európai hangzástervező
| Díjazott                            | Magyar címe | Eredeti címe  |
| ----------------------------------- | ----------- | ------------- |
| André Bendocchi-Alves Martin Steyer | –––         | Der Hauptmann |

### Legjobb európai trükkmester
| Díjazott     | Magyar címe | Eredeti címe |
| ------------ | ----------- | ------------ |
| Peter Hjorth | Határeset   | Gräns        |

### Európai koprodukciós díj – Prix Eurimages
| Díjazott                                  | Foglalkozás    | Ország      |
| ----------------------------------------- | -------------- | ----------- |
| Konstantinos Kontovrakis Giorgos Karnavas | filmproducerek | Görögország |

### Legjobb európai teljesítmény a világ filmművészetében
| Díjazott      | Foglalkozás | Ország             |
| ------------- | ----------- | ------------------ |
| Ralph Fiennes | színész     | Egyesült Királyság |

### Az Európai Filmakadémia életműdíja
| Díjazott     | Foglalkozás | Ország        |
| ------------ | ----------- | ------------- |
| Carmen Maura | színésznő   | Spanyolország |

### Tiszteletbeli díj
| Díjazott     | Foglalkozás | Ország      |
| ------------ | ----------- | ----------- |
| Costa-Gavras | filmrendező | Görögország |

### Közönségdíj a legjobb európai filmnek
| Magyar címe                       | Eredeti címe                           | Rendező                        | Ország                                                                     |
| --------------------------------- | -------------------------------------- | ------------------------------ | -------------------------------------------------------------------------- |
| Szólíts a neveden                 | Call Me by Your Name                   | Luca Guadagnino                | Olaszország · Franciaország                                                |
| A legsötétebb óra                 | The Darkest Hour                       | Joe Wright                     | Egyesült Királyság                                                         |
| Borg/McEnroe                      | Borg McEnroe                           | Janus Metz Pedersen            | Svédország · Dánia · Finnország · Csehország                               |
| Dunkirk                           | Dunkirk                                | Christopher Nolan              | Egyesült Királyság · Hollandia · Franciaország · Amerikai Egyesült Államok |
| Eszeveszett esküvő                | Le sens de la fête                     | Olivier Nakache, Éric Toledano | Franciaország                                                              |
| Sötétben                          | Aus dem Nichts                         | Fatih Akın                     | Németország                                                                |
| Sztálin halála                    | The Death of Stalin                    | Armando Iannucci               | Franciaország · Egyesült Királyság · Belgium                               |
| Valerian és az ezer bolygó városa | Valérian et la Cité des mille planètes | Luc Besson                     | Franciaország                                                              |
| Viktória királynő és Abdul        | Victoria & Abdul                       | Stephen Frears                 | Egyesült Királyság                                                         |

### Európai Filmakadémia fiatal közönség díja
| Magyar címe             | Eredeti címe            | Rendező          | Ország                       |
| ----------------------- | ----------------------- | ---------------- | ---------------------------- |
| –––                     | Wallay                  | Berni Goldblat   | Franciaország · Burkina Faso |
| Hobbilovasok forradalma | Hobbyhorse revolution   | Selma Vilhunen   | Finnország                   |
| –––                     | La Fuga: Girl in Flight | Sandra Vannucchi | Svájc · Olaszország          |

### Legjobb európai rövidfilm
| Címe                        | Rendező                            | Ország                                   | Jelölő fesztivál                    |
| --------------------------- | ---------------------------------- | ---------------------------------------- | ----------------------------------- |
| Gli anni                    | Sara Fgaier                        | Olaszország · Franciaország              | fesztiváljelölés – Velence          |
| Aquaparque                  | Ana Moreira                        | Portugália                               | fesztiváljelölés – Vila do Conde    |
| Burkina Brandenburg Komplex | Ulu Braun                          | Németország                              | fesztiváljelölés – Berlin           |
| I Signed the Petition       | Mahdi Fleifel                      | Németország · Egyesült Királyság · Svájc | fesztiváljelölés – Szarajevó        |
| Kapitalistis                | Pablo Muñoz Gomez                  | Belgium · Franciaország                  | fesztiváljelölés – Valladolid       |
| Kontener                    | Sebastian Lang                     | Németország                              | fesztiváljelölés – Cork             |
| Lâchez les chiens           | Emmanuelle Fleytoux                | Franciaország · Belgium                  | fesztiváljelölés – Krakkó           |
| L’échappée                  | Laëtitia Martinoni                 | Franciaország                            | fesztiváljelölés – Drama            |
| Los que desean              | Elena López Riera                  | Svájc · Spanyolország                    | fesztiváljelölés – Locarno          |
| Meryem                      | Reber Dosky                        | Hollandia                                | fesztiváljelölés – Uppsala          |
| Sociumis patimari           | Rati Tsiteladze                    | Grúzia · Lettország                      | fesztiváljelölés – Tampere          |
| Szram (Срам)                | Petar Krumov                       | Bulgária                                 | fesztiváljelölés – Clermont-Ferrand |
| Vipuszk '97 (Випуск '97)    | Pavlo Osztrikov                    | Ukrajna                                  | fesztiváljelölés – Leuven           |
| What's the Damage           | Heather Phillipson                 | Egyesült Királyság                       | fesztiváljelölés – Rotterdam        |
| Wildebeest                  | Nicolas Keppens és Matthias Phlips | Belgium                                  | fesztiváljelölés – Bristol          |

## Európai Egyetemi Filmdíj
Az Európai Filmakadémia (EFA) és a Hamburgi Filmfesztivál (Filmfest Hamburg) által közösen alapított, és az európai egyetemisták szavazatai alapján odaítélt díjat – bár nem tartozik az európai filmdíjak sorába – az Európai Filmdíj decemberi gálaünnepségén adják át a film rendezőjének. A 49 nagyjáték- és 15 dokumentumfilmből kiválasztott öt díjra jelölt alkotást 2018. szeptember 25-én, közülük a nyertest pedig december 11-én jelentették be Hamburgban.
| Magyar címe         | Eredeti címe     | Rendező           | Ország                                            |
| ------------------- | ---------------- | ----------------- | ------------------------------------------------- |
| A szent és a farkas | Lazzaro felice   | Alice Rohrwacher  | Olaszország · Franciaország · Németország · Svájc |
| Foxtrott            | Foxtrot          | Samuel Maoz       | Izrael · Németország · Franciaország · Svájc      |
| Styx – Hamis szelek | Styx             | Wolfgang Fischer  | Németország · Ausztrália                          |
| Tarzan golyói       | Ouale lui Tarzan | Alexandru Solomon | Románia · Franciaország                           |
| Utoya, július 22.   | Utøya 22. juli   | Erik Poppe        | Norvégia                                          |